# Hetaerina mortua
Hetaerina mortua är en trollsländeart som beskrevs av Hagen in Selys 1853. Hetaerina mortua ingår i släktet Hetaerina och familjen jungfrusländor. Inga underarter finns listade i Catalogue of Life.